# Lotus australis
Lotus australis är en ärtväxtart som beskrevs av Henry Charles Andrews. Lotus australis ingår i släktet käringtänder, och familjen ärtväxter. Inga underarter finns listade i Catalogue of Life.